# Liste der Monuments historiques in Mortagne-sur-Gironde
Die Liste der Monuments historiques in Mortagne-sur-Gironde führt die Monuments historiques in der französischen Gemeinde Mortagne-sur-Gironde auf.

## Liste der Bauwerke
| Bezeichnung          | Beschreibung                                      | Standort | Kennzeichnung | Schutzstatus | Datum | Bild           |
| -------------------- | ------------------------------------------------- | -------- | ------------- | ------------ | ----- | -------------- |
| Kirche St-Étienne    | Erbaut im 12. Jahrhundert                         | (Lage)   | PA00104818    | Inscrit      | 1987  | weitere Bilder |
| Eremitage St-Martial | Felsenkloster, zweite Hälfte des 17. Jahrhunderts | (Lage)   | PA00104819    | Classé       | 1987  | weitere Bilder |

## Liste der Objekte
- Monuments historiques (Objekte) in Mortagne-sur-Gironde in der Base Palissy des französischen Kultusministeriums